# Ärztliche Fortbildung
Unter Ärztlicher Fortbildung (englisch Continuing Medical Education, CME) versteht man die „kontinuierliche berufsbegleitende Fortbildung“ in der Medizin tätiger Ärzte.
Weitergefasst wird der Begriff als so genannte „Kontinuierliche berufliche Entwicklung“ (Continuing Professional Development, CPD).
Die Fortbildungsmaßnahmen dienen dem Erhalt und der dauerhaften Aktualisierung der fachlichen Kompetenz der Ärzteschaft. CME ist damit eine Maßnahme zur medizinischen Qualitätssicherung.

## Historische Entwicklung in Deutschland
Die Ärztliche Fortbildung wurde in Deutschland ab Ende des 19. Jahrhunderts landesweit organisiert. Ab 1881 bot die unter Beteiligung von Ernst von Bergmann, Robert Koch und Rudolf Virchow gegründete Dozentenvereinigung für ärztliche Ferienkurse erstmals Fortbildung in Kursform an. 1900 wurde auf Initiative von Ernst von Bergmann in Berlin die Vereinigung zur Abhaltung von Fortbildungskursen für praktische Ärzte gegründet. 1901 wurde zur staatlichen Koordination der ärztlichen Fortbildung ein Zentralkomitee für das ärztliche Fortbildung in Preussen etabliert, welches für alle Ärzte Fortbildung gebührenfrei und überregional anbot und ab 1904 Mitherausgeber der Zeitschrift für ärztliche Fortbildung war. Bis 1926 hatten sich in allen deutschen Staaten Landeskomitees für ärztliche Fortbildung mit insgesamt 79 Lokalvereinigungen gegründet. Zur Koordination dieser Aktivitäten auf Reichsebene war bereits 1908 der Reichsausschuss für das ärztliche Fortbildungswesen eingerichtet worden. 1935 wurde die regelmäßige Teilnahme an Fortbildungsmaßnahmen verpflichtend gemacht. Mit Ende des Nationalsozialismus wurde 1945 eine gesetzliche Pflichtfortbildung für Ärzte nicht übernommen. 1964 wurde sie für das Gebiet der DDR erneut eingeführt. Diskussionen über die Notwendigkeit einer Pflichtfortbildung wurden auch in Westdeutschland seit den 1970er immer intensiver geführt. Entsprechende Regelungen wurden aber bis zum Ende der 1990er Jahre von den Ärztekammern abgelehnt. 1999 beschloss der 102. Deutsche Ärztetag die bundesweite Einführung eines einheitlichen Fortbildungsnachweises. Hier war zunächst ein Zertifikat auf freiwilliger Basis geplant.

## Ärztliche Fortbildungspflicht
Eine gesetzliche Verpflichtung der Ärzte zur regelmäßigen Fortbildung wurde erst 2004 mit dem Gesetz zur Modernisierung der Gesetzlichen Krankenversicherungen (GMG) (§ 95 d und § 137 Abs. 1 Nr. 2 SGB V) eingeführt. Während die ärztliche Fortbildungspflicht zuvor ausschließlich berufsrechtlich geregelt war, wurde sie dadurch Bestandteil des Sozialgesetzbuches und somit Bundesgesetz.

### Ärztliche Fortbildungsordnung
Vor diesem Hintergrund beschloss der Deutsche Ärztetag 2004 in einer sogenannten (Muster-)Fortbildungsordnung – zuletzt aktualisiert 2024 – Vorgaben zu Inhalten, Methoden und Nachweis der Ärztlichen Fortbildung. Es handelt sich dabei um Empfehlungen für die 17 Landesärztekammern, zu deren gesetzlichen Aufgaben die Regelung der ärztlichen Fortbildung gehört. Konkret sind dies die Durchführung von Fortbildungsmaßnahmen, die Anerkennung von Fortbildungsmaßnahmen und Fortbildungsveranstaltern und die Ausstellung von Fortbildungszertifikaten für den Nachweis einer regelmäßigen Fortbildung nach § 95d und § 137 Abs. 1 Nr. 2 SGB V. Dazu erlassen Ärztekammern auf Grundlage der Heilberufe- und Kammergesetze und unter Berücksichtigung der (Muster-)Fortbildungsordnung die für ihre Kammerbereiche verbindlichen Fortbildungsordnungen oder Fortbildungssatzungen.

### Anerkannte Fortbildungsmaßnahmen
Als geeignet für die Fortbildung nach der Fortbildungsordnung werden folgende Maßnahmen anerkannt, die bestimmten Kategorien zugeordnet und – ja nach didaktischer Relevanz – mit bestimmen Punktzahlen (sogenannten Fortbildungspunkten) bewertet sind:
- Kategorie A: Vortragsveranstaltung mit Diskussion. 1 Punkt pro 45-minütiger Fortbildungseinheit, 1 Zusatzpunkt bei dokumentierter Lernerfolgskontrolle pro Fortbildungsmaßnahme.
- Kategorie B: Kongresse im In- und Ausland, welche nicht von anderen Kategorien erfasst werden: 3 Punkte pro 1/2 Tag.
- Kategorie C: Fortbildung in Kleingruppen (max. 25 Personen) mit Beteiligung der Teilnehmenden (z. B. praktische Übung, Workshop, Qualitätszirkel, Fallkonferenz, Balintgruppe, Supervision, Literaturkonferenz, Peer-Review). 1 Punkt pro 45-minütiger Fortbildungseinheit, 1 Zusatzpunkt pro Lernerfolgskontrolle.
- Kategorie D: Fortbildungsbeiträge in Printmedien oder als elektronisch verfügbare Version mit nachgewiesenem Bestehen einer obligatorischen Lernerfolgskontrolle als Fragentest. 1 Punkt pro 45-minütiger Fortbildungseinheit bei bestandener Lernerfolgskontrolle.
- Kategorie E: Selbststudium durch Fachliteratur sowie Lehrmittel. Innerhalb dieser Kategorie werden ohne Einzelnachweis 50 Punkte für fünf Jahre anerkannt.
- Kategorie F: Wissenschaftliche Veröffentlichungen und Vorträge: Tätigkeit als Autorin oder Autor. 5 Punkte pro wissenschaftliche Veröffentlichung Referierendentätigkeit/ Qualitätszirkelmoderation/Wissenschaftliche Leitung. Innerhalb dieser Kategorie werden maximal 50 Punkte für fünf Jahre anerkannt.
- Kategorie G: Hospitationen. 1 Punkt pro Stunde, höchstens 8 Punkte pro Tag.
- Kategorie H: Curricular vermittelte Inhalte, z. B. Curricula der Bundesärztekammer (BÄK-Curricula), Weiterbildungskurse gem. (Muster-)Kursbüchern der Bundesärztekammer. 1 Punkt pro 45-minütiger Fortbildungseinheit.
- Kategorie I: Tutoriell unterstütztes eLearning (online basiertes, inhaltlich definiertes, angeleitetes Selbststudium) mit nachgewiesenem Bestehen einer obligatorischen Lernerfolgskontrolle als Fragentest. 1 Punkt pro 45-minütiger Fortbildungseinheit bei bestandener Lernerfolgskontrolle.
- Kategorie K: Blended Learning-Fortbildungsmaßnahme in Form einer inhaltlich und didaktisch miteinander verzahnten Kombination aus tutoriell unterstütztem eLearning.
- Kategorie L: Zusatzstudiengänge. 1 Punkt pro 45-minütiger Fortbildungseinheit

### Nachweis der Fortbildungspflicht
Zum Nachweis der Erfüllung der Fortbildungsverpflichtung dient das Fortbildungszertifikat der Ärztekammer. Das Fortbildungszertifikat wird erteilt, wenn eine Ärztin oder ein Arzt innerhalb eines Zeitraumes von fünf Jahren die Teilnahme an von der Ärztekammer anerkannten Fortbildungsmaßnahmen nachweist, die mit insgesamt mindestens 250 Fortbildungspunkten bewertet wurden.
Dieses Zertifikat dient als Nachweis für die Kassenärztlichen Vereinigungen, die dazu verpflichtet sind „ihre Mitglieder auf Einhaltung ihrer Fortbildungspflichten zu überprüfen“. Der Nachweis über die Fortbildungen gemäß SGB V erfolgt über das persönliche Fortbildungskonto eines in Deutschland zugelassenen Arztes. Dazu erhält jeder Arzt von seiner Landesärztekammer eine persönliche 15-stellige Einheitliche Fortbildungsnummer (EFN). Die EFN ist bundeseinheitlich aufgebaut, personengebunden und lebenslang gültig. Ursprünglich war vorgesehen, aus datenschutzrechtlichen Überlegungen die EFN alle drei Jahre neu zu vergeben. Die EFN wird den Ärzten als Barcode von den Ärztekammern zur Verfügung gestellt, so dass diese direkt auf den Anmeldeformularen genutzt werden kann. Zudem ist die EFN auf der Rückseite des elektronischen Heilberufsausweises (eHBA) aufgedruckt. Die Bundesärztekammer stellt zudem eine eigene App zur Verfügung (FobiApp).
Die EFN beinhaltet folgende Daten:
| Stelle | Bedeutung                                                |
| ------ | -------------------------------------------------------- |
| 1,2    | Berufsgruppe z. B. Internist                             |
| 3,4,5  | Länderkennung nach ISO 3166                              |
| 6,7,8  | Kennung der anerkennenden Einrichtung                    |
| 9-14   | 6-stellige laufende Nummer, die keine Kodierung enthält  |
| 15     | Prüfziffer (ergibt sich durch Anwendung der Luhn-Formel) |

## Qualitätssicherung der Fortbildung
Zur Erfüllung der Fortbildungsverpflichtung müssen nach Vorstellung der Ärztekammern Fortbildungsmaßnahmen absolviert werden, die eine hohe Qualität besitzen und die Unabhängigkeit ärztlicher Entscheidungen wahren. Entsprechende Qualitätsanforderungen der Bundesärztekammer existieren in den Empfehlungen zur ärztlichen Fortbildung und in einer Fortbildungsordnung. Für ausgewählte Themen existieren Fortbildungscurricula der Bundesärztekammer mit konkreten Vorgaben unter anderem zu Qualifikation des Lehrpersonals, erwünschten Anzahl und Präsenzpflicht der Teilnehmenden, Lernerfolgskontrolle. Die Durchführung einer Fortbildungsmaßnahme als „BÄK-Curriculum“ darf nur erfolgen, sofern die zuständige Ärztekammer diese Maßnahme im Vorfeld geprüft und bestätigt hat, dass sie den definierten Inhalten und Anforderungen eines Curriculums entspricht (Äquivalenzbestätigung). Die von der zuständigen Ärztekammer geprüfte Fortbildungsmaßnahme wird von den Ärztekammern wechselseitig als BÄK-Curriculum anerkannt, sodass die Teilnehmenden entsprechende Angebote bundesweit wahrnehmen können.

## Kritik
Die gesetzlichen Bestimmungen lassen die Regelung der Organisation der Fortbildungsveranstaltungen offen. Obwohl das Gesetz vorschreibt, dass die Weiterbildungen „frei von wirtschaftlichem Interesse“ sein müssen, sind hinter vielen kostenlosen Angeboten Pharmafirmen als Sponsoren klar zu erkennen. Die für die Zertifizierung und Einhaltung der Werbefreiheit zuständigen Ärztekammern sind ihrer Aufgabe nur beschränkt gewachsen. Mittlerweile hat jeder große Pharmakonzern ein eigenes CME-Portal. Laut Franz-Joseph Bartmann, ehemaliger Vorsitzender des Senats für ärztliche Fortbildung, liegt das Problem in der großen Anzahl notwendiger Angebote, die von den Berufsverbänden allein nicht erbracht werden können, sowie darin, dass Fremdangebote von den Ärztekammern nicht bis ins letzte Detail überprüft werden können.
Durch die Missachtung der datenschutzrechtlichen Überlegungen, die EFN alle drei Jahre neu zu vergeben, ist es den Organisatoren der Fortbildungsveranstaltungen möglich, eigene Fortbildungsregister aufzubauen. Somit kann ein Fortbildungsprofil eines Teilnehmers erstellt werden.